# Char B1
Lo Char B1 fu uno dei principali carri armati in dotazione all'esercito francese durante la seconda guerra mondiale. Il progetto iniziale nacque da una richiesta risalente al 1921 ma il primo prototipo fu creato solo nel 1924. Ci vollero altri 10 anni di prove, esperienze e modifiche affinché il B1 assumesse l'aspetto tipico dei carri armati "di serie". Fu prodotto in 35 esemplari nel modelli B1 (del 1935) e in 365 esemplari nel modello B1-bis (del 1937). Il B1 prestò servizio dal 1937 fino alla capitolazione della Francia nel 1940. Gli esemplari catturati furono riutilizzati dai tedeschi con il nome di Panzerkampfwagen B-2 740 (f), oppure in versioni modificate.

## Storia
Lo Char B1 trova le sue origini nel concetto di Char de Bataille (Carro da Battaglia), sviluppato dal generale Jean Baptiste Eugène Estienne nel 1919, all'interno del suo memorandum "Mémoire sur les missions des chars blindés en campagne". Il "Carro da Battaglia" doveva essere in grado di sfondare le linee nemiche, distruggere le fortificazioni, i nidi di mitragliatrice e i carri avversari.

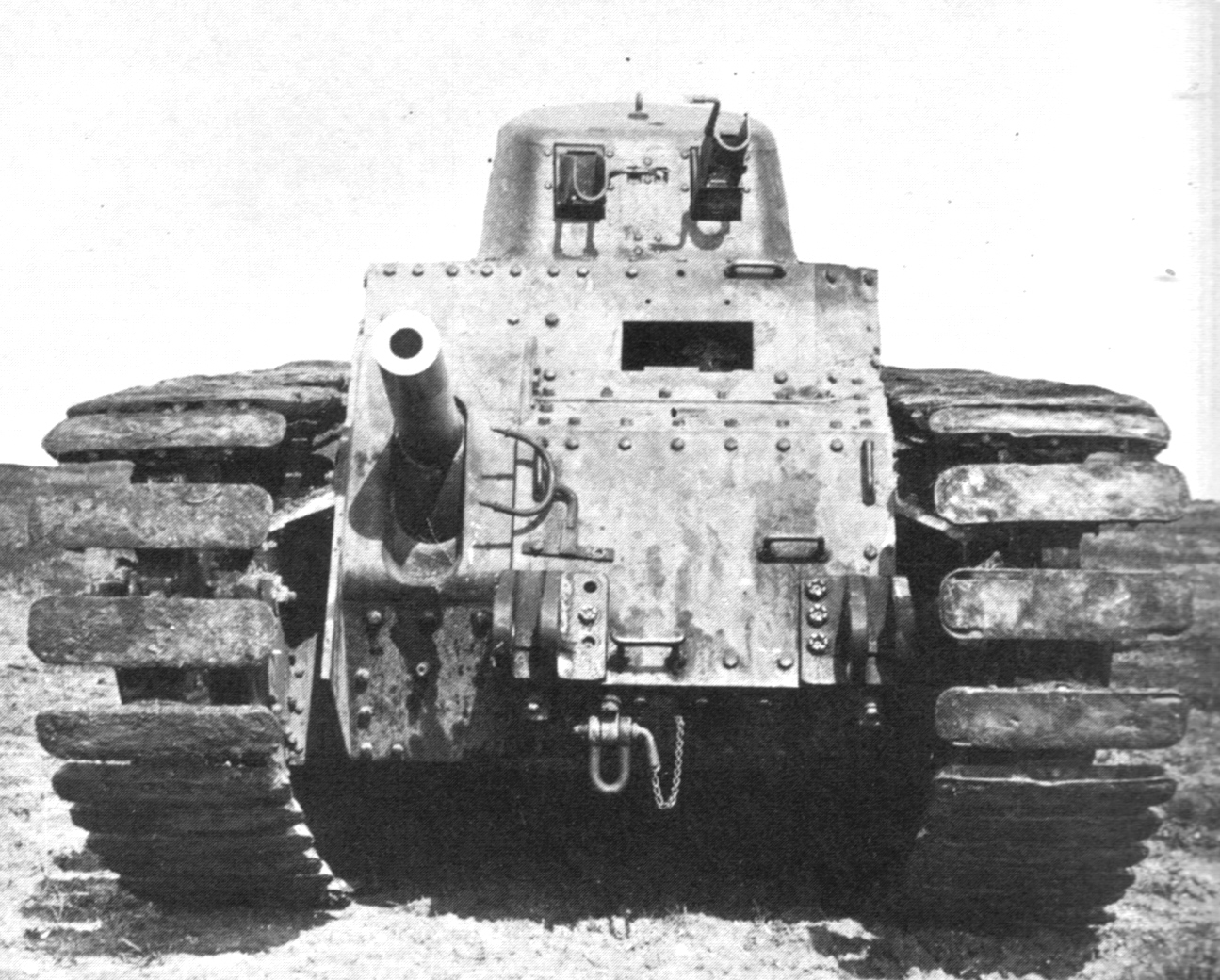
Visione frontale del prototipo SRA. Si nota l'obice installato in casamatta, e le due mitragliatrici in torretta.

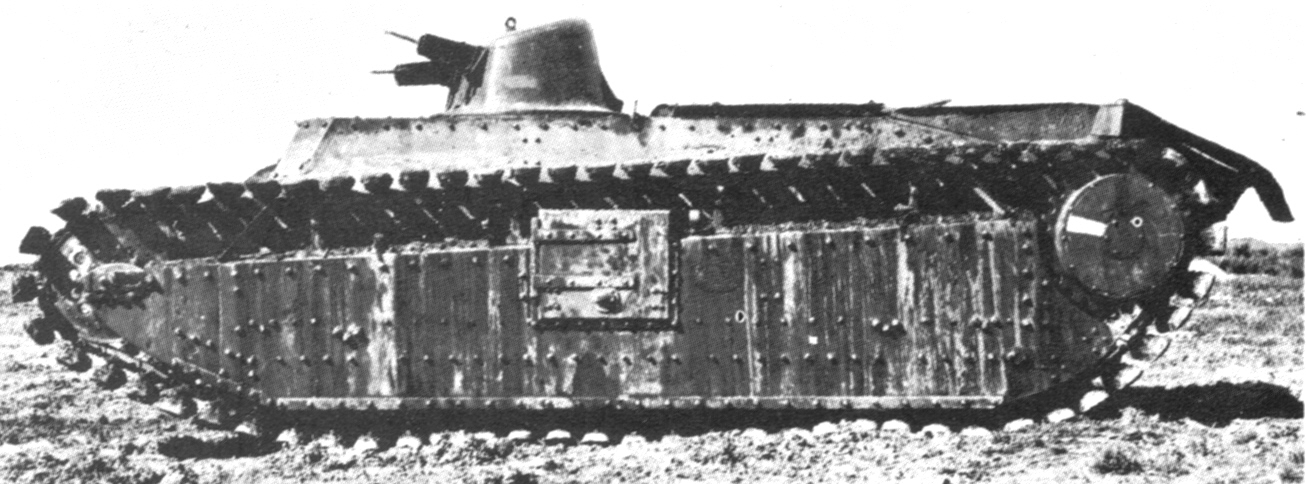
Visione laterale del prototipo SRA. Si nota la ruota motrice posteriore, rialzata rispetto alla ruota di rimando

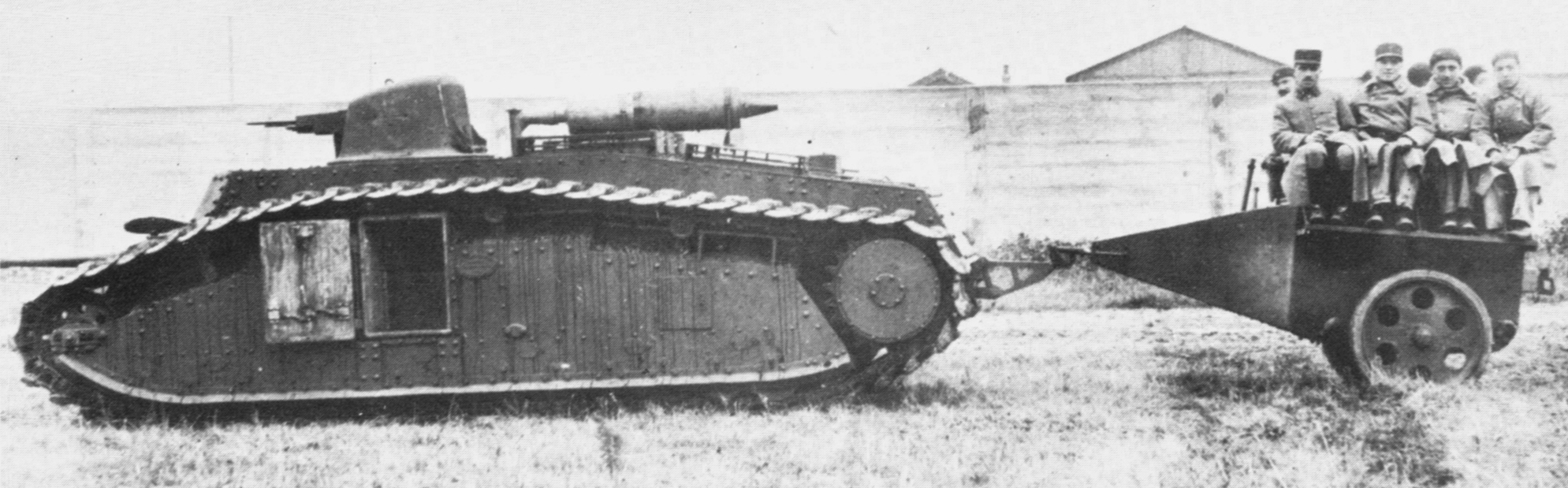
Visione laterale del prototipo SRB. Si nota il tracciato dei cingoli, rialzato nella parte centrale, e il portellone di accesso dell'equipaggio.

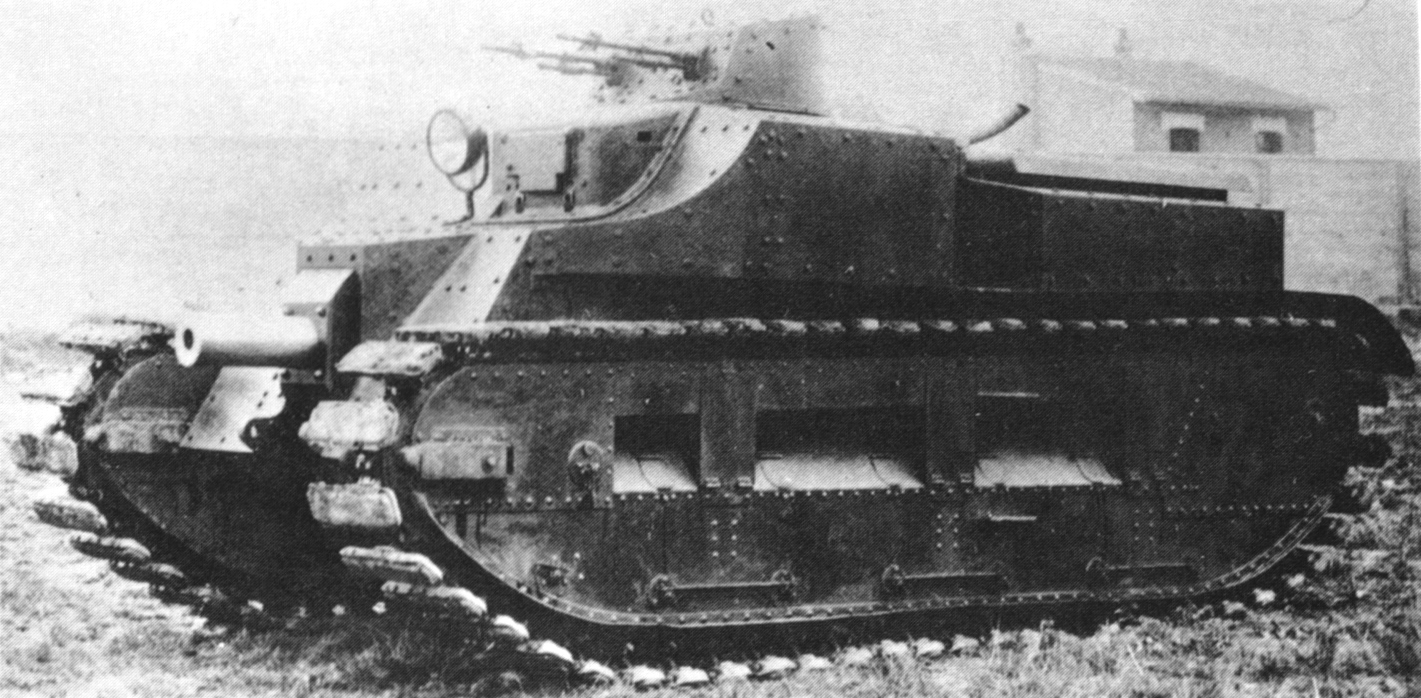
Il prototipo FAHM

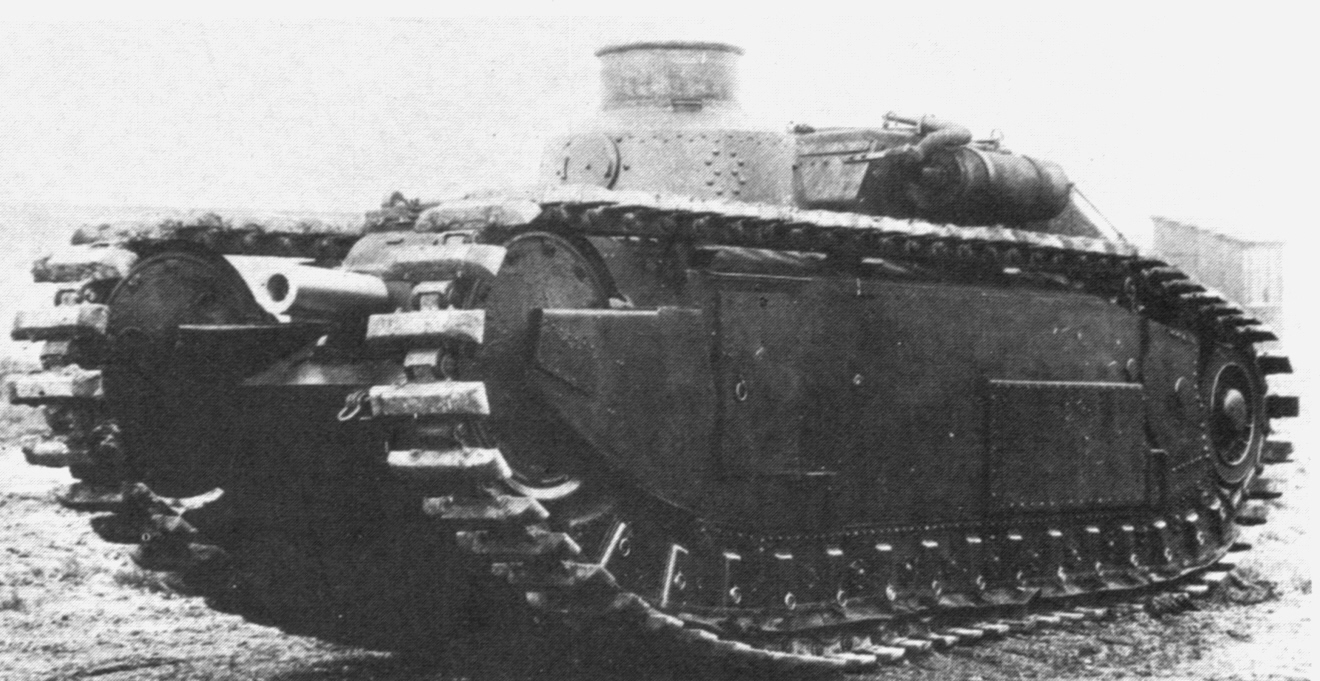
Il prototipo FCM 21

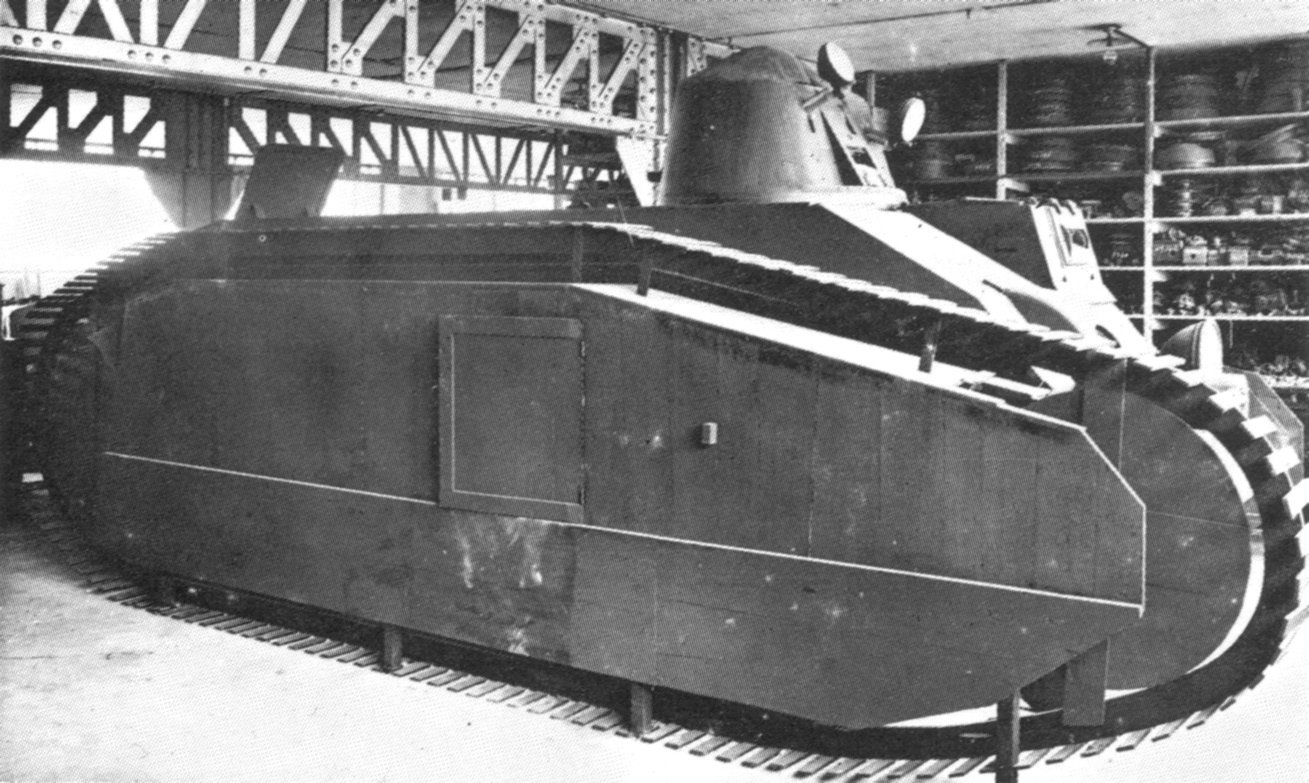
Il modello di legno

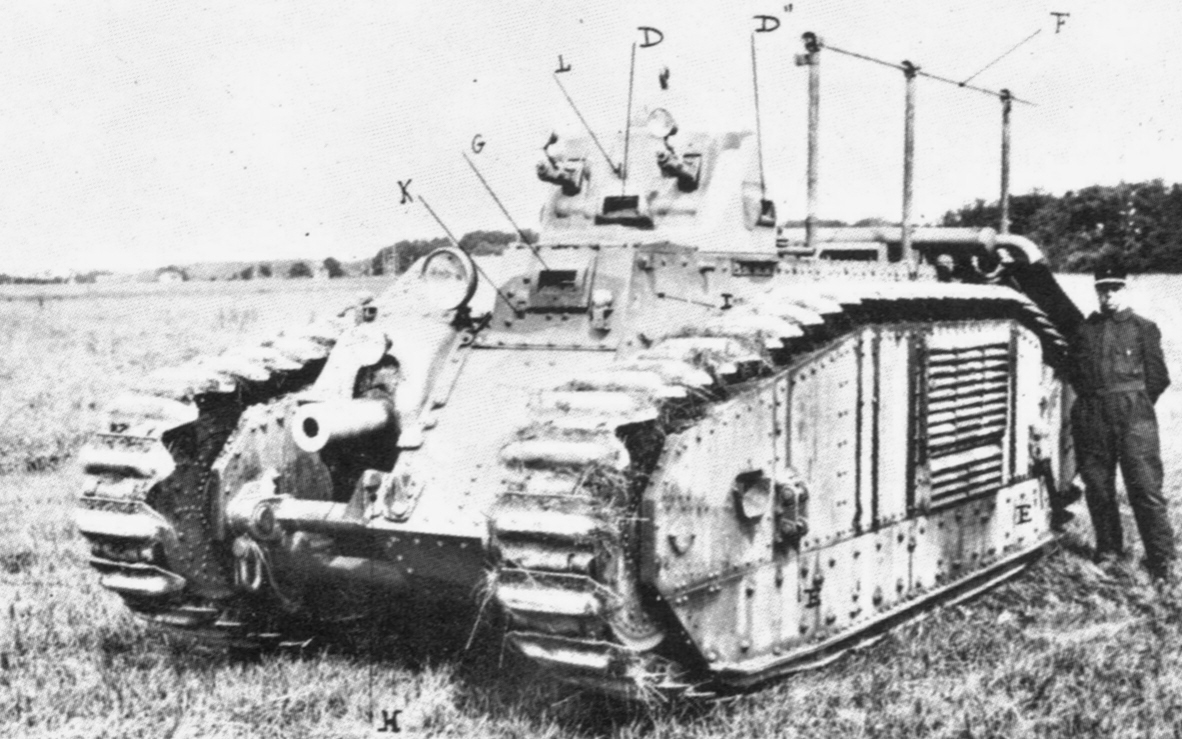
Il prototipo N°101

### Sviluppo
Nel gennaio 1921 una commissione, capeggiata dal generale Edmond Buat, iniziò a lavorare sul progetto di tale veicolo.
Le specifiche richieste erano:
- peso massimo di 13 t;
- armatura massima di 25 mm;
- scafo più basso possibile;
- presenza di una torretta da utilizzare come punto d'osservazione per il capocarro e dotata di mitragliatrice per contrastare la fanteria;
- equipaggio formato da almeno 3 uomini;
- arma principale installata in casamatta, per limitare i costi di produzione;
- arma principale brandeggiabile solo in verticale, per limitare la larghezza dello scafo.

Le versioni di tale veicolo sarebbero state due: una dotata di obice da 75 mm per il supporto alla fanteria, l'altra dotata di cannone anticarro da 47 mm.
Varie industrie si misero all'opera per preparare dei prototipi:
- la Renault, in collaborazione con la Schneider, presentò due prototipi: l'SRA e l'SRB;
- la FAMH (Forges et Aciéries de la Marine et d'Homécourt) presentò un prototipo;
- la FCM (Forges et Chantiers de la Méditerranée) presentò un prototipo denominato FCM 21.

I prototipi si differenziavano notevolmente per forma e dimensione, ma tutti prevedevano un equipaggio composto da 3 membri.
Durante il 1924 i quattro prototipi furono sottoposti ai primi test. Furono subito evidenti gravi insufficienze e numerosi punti critici.
L'SRA era il più pesante: 19,5 t. Misurava 595 cm in lunghezza, 226 cm in altezza e 249 cm in larghezza. Era armato con un obice da 75 mm, installato in casamatta sulla destra dello scafo. La torretta era ottenuta per fusione, con spessore pari a 30 mm, dotata di due mitragliatrici. Le ruote motrici erano disposte posteriormente, in posizione più alta rispetto alla ruota di rimando anteriore. Le sospensioni erano a molle elicoidali. Il motore Renault sei cilindri, di origine aeronautica, permetteva una velocità massima di 17,5 km/h. I cingoli erano di tipo avvolgente. Sulle fiancate erano installati i portelloni per l'accesso dell'equipaggio. Durante i test questo prototipo presentò problemi di puntamento dell'arma principale; inoltre il motore era praticamente inaccessibile e la manutenzione risultava estremamente complicata.
L'SRB era di dimensioni leggermente superiori: 600 cm di lunghezza, 228 di altezza e 250 di larghezza. Tuttavia pesava 18,5 t, una in meno rispetto all'SRA, poiché era armato di cannone anticarro 47 mm al posto dell'obice. Il motore era il medesimo per entrambi i modelli, ma dato il minor peso, la velocità massima saliva a 18 km/h. Anche in questo prototipo i cingoli erano di tipo avvolgente; per ricavare lo spazio necessario al portellone dell'equipaggio sulla fiancata, la corsa dei cingoli era lievemente rialzata nella parte centrale.
Il prototipo FAHM pesava 17 t, era lungo 520 cm, alto 240 cm e largo 243. Nonostante fosse motorizzato con un meno potente Panhard da 120 hp, raggiungeva la velocità massima di 18,2 km/h. Il serbatoio da 230 litri limitava l'autonomia a soli 70 km. Le sospensioni erano di tipo idropneumatico e protette da scudatura. A differenza degli altri prototipi, la cingolatura non era di tipo avvolgente. L'obice da 75 mm era posizionato in casamatta, in posizione centrale. Le piastre che formavano scafo e torretta erano unite tramite imbullonatura. La torretta era protetta da 25 cm di spessore e armata con due mitragliatrici.
Il prototipo FCM 21 assomigliava al Char 2C, prodotto, non a caso, dalla stessa compagnia. Questo modello era il più leggero, con una massa di 15,64 t. La forma era molto allungata: misurava 650 cm in lunghezza ma soli 205 in larghezza. L'altezza era pari a 252 cm. La torretta, piuttosto grande, era la medesima del Char 2C. L'obice da 75 mm era posizionato, come nel precedente caso, in casamatta, al centro dello scafo. Il motore scelto era lo stesso Panhard del prototipo FAHM, ma in questo caso la velocità di punta era di soli 17,4 km/h. Il serbatoio era da 500 litri e permetteva un'autonomia di 175 km.
Nel marzo 1925 Estienne decise di basare la futura produzione sulla meccanica del prototipo SRB. Tuttavia il modello definitivo avrebbe dovuto essere dotato dell'obice 75 mm, di una nuova cingolatura sviluppata dalla FCM e delle sospensioni del modello FAHM (questa caratteristica fu in seguito scartata). Inoltre, Estienne aveva alcune richieste: una ruota per l'aggiustamento della tensione del cingolo, regolabile dall'interno, un passaggio che permettesse l'accesso al motore anche dall'interno e un incremento della corazzatura frontale fino a 40 mm.
Nel novembre 1925 la Renault ricevette l'ordine di costruire un modello di legno, che fu consegnato all'inizio del 1926. Su questa base, l'ingegner Alleaume, dipendente della Schneider, in collaborazione con la STCC (Section Technique des Chars de Combat), sviluppò un nuovo modello, provvisoriamente chiamato Tracteur 30. Il 27 gennaio 1926 fu deciso di costruire tre prototipi del nuovo modello: uno sarebbe stato costruito dalla Renault, uno dalla FCM e l'ultimo dalla FAHM.
Durante lo stesso anno la Direction de l'Infanterie ridefinì il concetto di Char de Bataille (Carro da Battaglia). Fu data maggiore enfasi al ruolo di supporto alla fanteria, ponendo in secondo piano il ruolo di contrasto dei carri avversari. Non era perciò necessario incrementare la corazzatura. Il peso fu limitato a 22 t e la velocità massima poteva risultare inferiore a 15 km/h. Fu ritenuto necessario dotare i nuovi carri di set radio, per meglio coordinare le azioni in battaglia; era quindi necessario un quarto uomo nell'equipaggio, come radiofonista.
Il 18 marzo 1927 i contratti per i tre prototipi furono firmati. Il primo ad essere consegnato, nel gennaio 1929, fu il prototipo prodotto dalla Renault; tuttavia la torretta e l'obice furono consegnati e montati solo in aprile. Questo veicolo assunse il numero di serie di N°101. Il N° 102, che doveva essere prodotto dalla FAHM, fu invece prodotto sempre dalla Renault, che lo consegnò poco dopo il N°101. Nel settembre 1930 anche la FCM consegnò il suo prototipo, il N°103.
Il peso del modello prototipo era di 25 t, superiore a quanto richiesto; tuttavia il carro poteva raggiungere la velocità di 28 km/h grazie ad un motore Renault 6 cilindri da 180 hp. La corazzatura massima era di 25 mm. L'armamento era costituito dall'obice da 75 mm, 2 mitragliatrici coassiali installate sulla torretta monoposto e due mitragliatrici montate frontalmente sullo scafo. Il serbatoio da 800 litri permetteva un'autonomia tra le 10 e 12 ore.
A partire dal 6 maggio fino all'agosto del 1930, la commissione esaminatrice (Commission d'Experiences des Matériels de Chars) sviluppò un programma di test; i risultati furono ampiamente soddisfacenti e vennero segnalati solo piccoli problemi. Il modello assunse la denominazione ufficiale di Char B. Il prototipo sviluppato dalla FCM si differenziava dal Renault per alcune caratteristiche meccaniche, fra le quali motore e trasmissione; anche questo prototipo fu attentamente testato, ma fu infine preferito il prototipo N°101.
I tre prototipi non furono testati solo dal punto di vista tecnologico: essi furono altresì utilizzati per test di tipo tattico. Infatti, insieme ai carri pre-serie del modello Char D1, essi erano gli unici carri moderni di cui la Francia disponeva all'epoca. L'esercito francese era naturalmente interessato a studiare i nuovi mezzi, per delineare le future tattiche di impiego. Nell'ottobre del 1931 fu formata una piccola unità, il Détachement d'Experimentation, alla quale furono assegnati i prototipi. A dicembre furono portati a Camp de Châlons per test operativi invernali. In settembre parteciparono alle manovre dell'esercito nello Champagne sotto il nome di Détachement Mécanique de Combat. A partire dal 4 maggio 1933, il N°102 e il N°103 formarono il Détachement d'Engins Blindés, una piccola unità inserita all'interno di una divisione motorizzata, destinata a test presso le basi di Coëtquidan, Mourmelon e nell'aprile 1934 presso Sissonne.
Durante gli anni trenta divenne evidente che lo Char B doveva essere dotato di qualche armamento anticarro; tuttavia era ormai troppo tardi per pensare a una completa riprogettazione del veicolo. La soluzione fu trovata installando la torretta standard APX-1, già utilizzata dallo Char D2. La APX-1 era una torretta monoposto: perciò obbligava il capocarro a svolgere contemporaneamente le mansioni di comandante, servente e artigliere. La scelta fu però obbligata da motivi di budget e standardizzazione. Durante gli stessi anni fu anche aumentata la capacità difensiva, portando la corazzatura da 25 mm a 40 mm.
I prototipi furono sottoposti a notevoli aggiustamenti, per soddisfare specifiche sempre più esigenti. Il 6 aprile 1934 fu impartito un primo ordine di sette Char B1. Il "B1" si riferisce ad una versione specifica fra i molti progetti simili in fase di sviluppo, quali Char B2, B3 e B B. Il Char B1 fu prodotto in 35 esemplari, fra dicembre 1935 e luglio 1937 (numeri di serie tra 101 e 135).

### B1 bis
Nel 1937 fu introdotto un nuovo carro della famiglia B1, denominato B1 bis; rispetto al suo predecessore era più pesante, dotato di un nuovo cannone, torretta modificata, nuovo motore, corazzatura migliorata (vedi: Tecnica).
Questa versione fu la maggiormente prodotta: tra l'8 aprile 1937 e giugno 1940, furono consegnate 365 unità (numeri di serie fra 201 e 569). Prima dello scoppio della guerra la produzione procedette piuttosto a rilento: solo 129 erano stati costruiti prima del 1º settembre 1939. La produzione mensile fu incrementata successivamente: nel dicembre dello stesso anno furono prodotti 15 esemplari, nel marzo 1940 si raggiunse il picco di 45 unità.

### B1 ter
Contemporaneamente allo sviluppo del B1 bis, fu iniziato, nel 1935, lo sviluppo di una terza versione, il B1 ter.
Lo scafo era completamente rinnovato; al suo interno trovava posto un meccanico, come quinto uomo d'equipaggio. La corazza del nuovo modello era incrementata fino a 75 mm; il peso saliva a 36,6 tonnellate. Fu quindi installato un nuovo e più potente motore da 350 hp. I costi di produzione furono contenuti rimuovendo il complesso sistema di trasmissione Neader. L'armamento rimaneva invariato; come unica modifica, l'obice fu dotato della capacità di muoversi orizzontalmente per ±5°, aumentando così la versatilità dell'arma. Furono costruiti solo cinque prototipi, poiché la produzione si concentrò sul modello B1 bis. Lo sviluppo di questa versione fu infine interrotto dalla resa della Francia, sopraggiunta nel giugno 1940.

### ARL-44
Già nel 1938 la ARL aveva iniziato a studiare la possibilità di installare sul B1 una torretta convenzionale in grado di montare un'arma da 75 mm. Durante l'occupazione tedesca questi progetti continuarono segretamente. Subito dopo la fine delle ostilità in Francia, nel 1944, questi progetti furono recuperati. Il carro che ne derivò fu l'ARL-44. Vedi voce ARL 44.

### Produzione
I modelli B1 e B1 bis furono prodotti da diverse industrie:
- Renault, 182 esemplari
- AMX, 47 esemplari
- FCM, 72 esemplari
- FAMH, 70 esemplari
- Schneider, 32 esemplari

Il B1 era un carro estremamente costoso da produrre: il costo per unità si aggirava attorno a 1,5 milioni di Franchi francesi.

### Impiego operativo

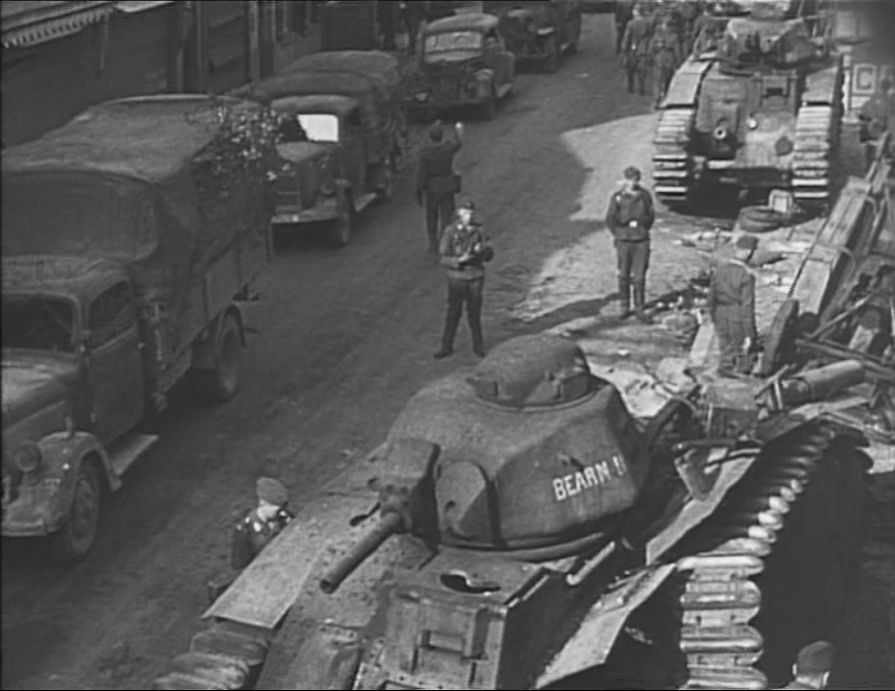
Char B1 bis della 1ª DCR distrutto a Beaumont nel maggio 1940

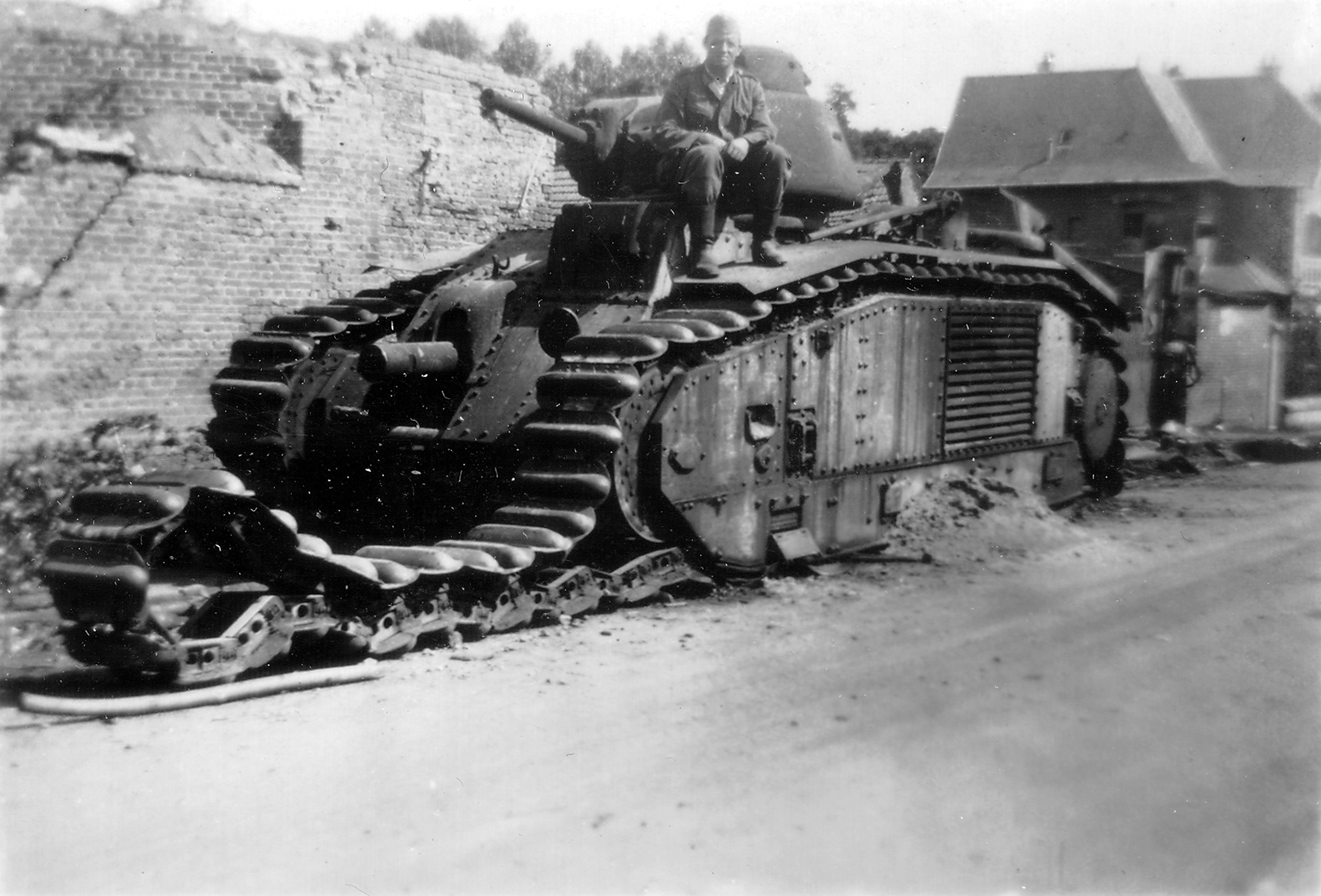
Un Char B1 bis distrutto nel 1940 nel nord della Francia

Il Char B1 servì nelle divisioni corazzate, le DCR (Divisions Cuirassées de Réserve, in italiano "Divisioni Corazzate di Riserva" ). Queste erano unità altamente specializzate per l'offensiva e lo sfondamento delle linee fortificate nemiche. La 1º e 2º DCR avevano in organico 69 B1 ciascuna, mentre la 3º 68. Dopo l'invasione tedesca furono create svariate unità ad hoc: la 4º DCR con 52 Char B1 e cinque compagnie autonome (Compagnie Autonome de Chars) con in totale 56 carri (12 B1 e 44 B1bis).
L'unica campagna a cui il B1 prese parte - nelle file dell'esercito francese - fu la battaglia di Francia nel maggio-giugno 1940; nonostante fosse un mezzo valido, non fu di grande aiuto all'esercito alleato per i seguenti motivi:
- Pur essendo superiore ai primi modelli di Panzer tedeschi, era facilmente superato negli scontri fra carri a causa della scarsa mobilità, della scarsa versatilità sia delle sue armi (il 75 mm era fisso ed il 47 mm in torretta monoposto) e delle sue tattiche d'impiego.
- Il B1, come tutti gli altri carri francesi, non era impiegato in divisioni corazzate autonome, ma in battaglioni sparsi su tutto il fronte a disposizione delle divisioni di fanteria. Solo troppo tardi si decise di raggrupparli in divisioni autonome, come avevano già fatto, con successo, i tedeschi.

Tuttavia, nei pochi scontri documentati, il carro resse discretamente il confronto con i carri tedeschi, terminando in maniera "onorevole" la sua carriera. In un'occasione a Stonne il 16 maggio 1940 (malgrado le fonti sulla campagna di Francia siano spesso imprecise) un singolo Char B1 "Eure" fu in grado di distruggere tredici carri armati tedeschi in pochi minuti, parrebbe quasi tutti carri armati Panzer III e Panzer IV (anche se forse almeno uno era un Panzer II).  I cannoni da 37 mm e 20 mm usati dai tedeschi erano inefficaci nel penetrare, alle normali distanze di ingaggio, la spessa armatura di questo carro, ed anche i 75 mm corti dei Panzer IV (non ancora muniti di proiettili a carica cava) non erano in grado di distruggerlo con un singolo colpo. "Eure" fu in grado di tornare alle proprie linee nonostante fosse stato colpito un gran numero di volte.
Dopo la sconfitta della Francia, 161 Char B1 furono catturati dai tedeschi. Questi furono inseriti nell'organico delle truppe tedesche con la denominazione di Panzerkampfwagen B-2 740 (f). Il carro non si prestava molto ad essere inserito all'interno delle unità di panzer tedeschi, per via della torretta monoposto; perciò furono utilizzati perlopiù come carri di seconda linea, d'addestramento, oppure in versioni modificate, di seguito riportate.
- PzKpfw B1 (f) Fahrschulewagen: versione d'addestramento. La torretta fu rimossa insieme all'obice. Quest'ultimo era spesso sostituito da mitragliatrici tedesche.
- 10,5 cm le FH 18 auf Gw B2 (f): versione trasformata in semovente d'artiglieria. Ne furono realizzati solo pochi esemplari nel 1942; le modifiche furono apportate dalla Rheinmetall-Borsig. La torretta fu rimossa e sostituita con una sovrastruttura aperta che ospitava un obice da 105 mm. L'obice originale da 75 mm fu rimosso. Questi veicoli furono assegnati alle truppe tedesche che occupavano la Francia.
- PzKpfw B1 Bis (f) flamm: versione trasformata in veicolo lanciafiamme. L'obice da 75 mm fu sostituito con un lanciafiamme; inoltre fu aggiunto un visore frontale per garantire la visuale all'operatore dell'arma. Il combustibile necessario era stoccato in un serbatoio ausiliario installato posteriormente sulla scocca.

Dopo la liberazione della Francia nel 1944, alcuni B1 furono recuperati dalle truppe della Francia libera; essi parteciparono alla cattura della base navale di Royan.

## Tecnica

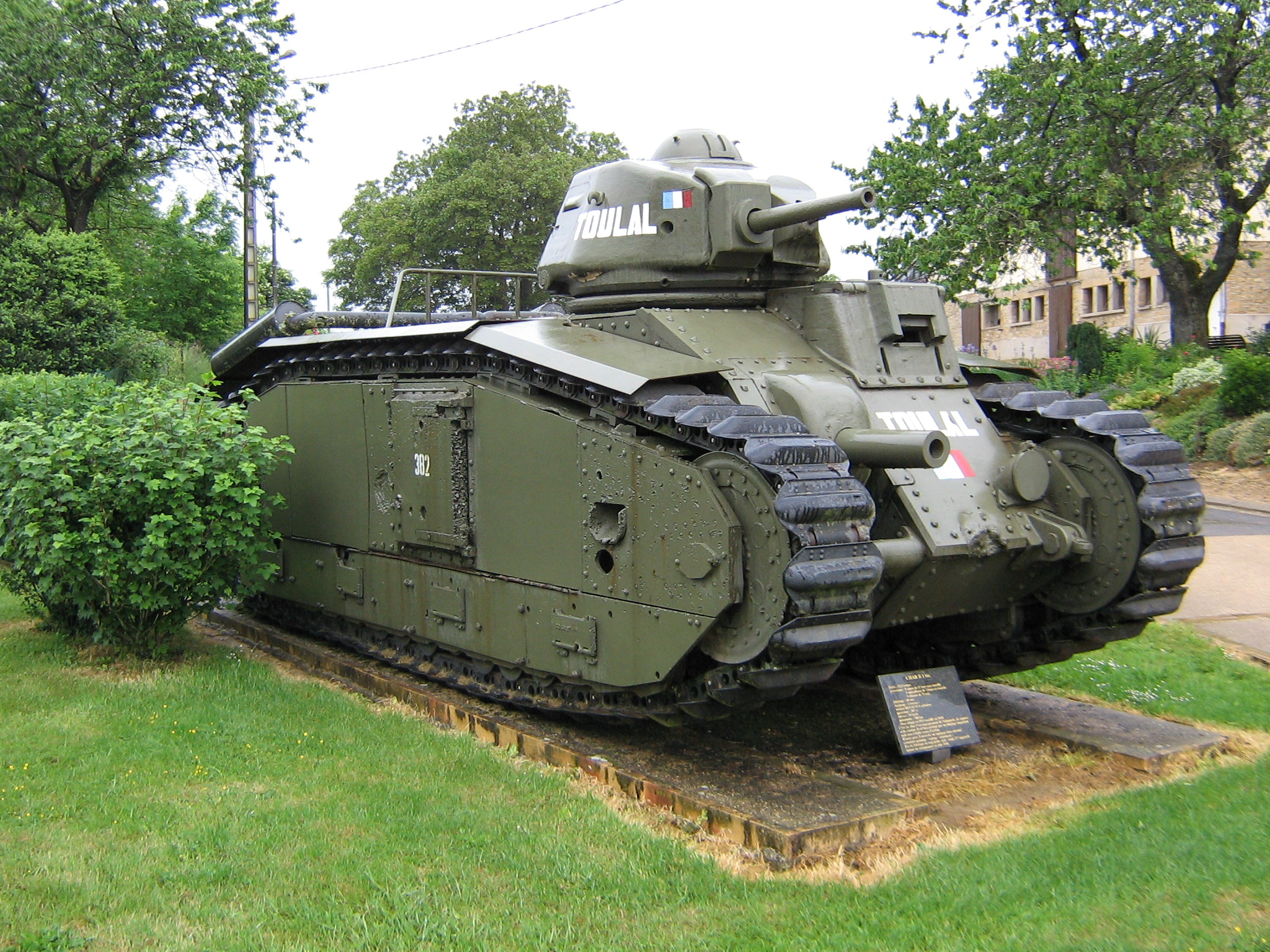
Char B1 bis a Stonne, in Francia

Dal punto di vista tecnico, lo Char B1 era piuttosto sofisticato: esso adottava diverse soluzioni innovative per l'epoca. La sua stessa complessità, alla somma dei conti, era un difetto, e questo sia dal punto di vista dei costi di costruzione, sia per quanto riguardava la difficoltà di manutenzione.
L'equipaggio era composto da quattro componenti, con le seguenti mansioni:
- Capocarro: situato in torretta, comandava l'equipaggio e operava il cannone e la mitragliatrice della torretta.
- Pilota: situato nella parte anteriore sinistra dello scafo. Oltre alle responsabilità di guida, accedeva ai comandi per aprire il fuoco con l'obice. Inoltre era responsabile del puntamento dell'obice stesso: per il puntamento verticale aveva a disposizione, alla sua destra, un volantino per l'elevazione. Per il puntamento orizzontale doveva invece ruotare tutto il carro. Il pilota, tramite cavo, azionava anche la mitragliatrice montata al di sotto dell'obice. Questo comando, comunque, poteva essere spostato nella parte alta della cabina, così da poter essere azionato dal capocarro.
- Servente: ricaricava l'obice montando nella parte anteriore destra dello scafo e passava le munizioni per il 47 mm in torretta al capocarro.
- Operatore radio: si occupava delle comunicazioni tramite il radio-telegrafo ER53, strumento che impiegava unicamente il codice Morse, montato nella parte sinistra dello scafo.

In più, ogni carro aveva a disposizione un team di 3 meccanici, che, in caso di necessità, potevano sostituire i membri dell'equipaggio.
L'equipaggio accedeva al carro tramite una botola situata sul fianco destro dello scafo.
Le sospensioni erano molto complesse: esse erano costituite da 16 ruote d'appoggio per lato. Erano presenti tre grandi carrelli centrali, dotati di sospensione a molla; ogni carrello centrale montava altri due piccoli carrelli su cui erano poste le ruote d'appoggio. Alle estremità del treno di sospensione erano presenti delle ruote indipendenti - tre anteriori e una posteriore - dotate di sospensioni a balestra. La ruota di rimando anteriore era dotata di una sospensione indipendente, la cui rigidezza era regolabile dall'interno del carro, per regolare la tensione dei cingoli. Questa era una caratteristica piuttosto inusuale. Tutto l'apparato di sospensioni e di cingolatura richiedeva una notevole lubrificazione.
Il B1 pesava circa 28 tonnellate. Lo scafo era composto da parti di acciaio imbullonate fra loro su uno scheletro di longheroni. La corazzatura massima era di 40 mm.
I cingoli, di tipo avvolgente, davano al carro l'aspetto dei veicoli corazzati della Grande Guerra; questi, nonostante avessero il grave difetto di esporre il carro ai colpi sulle fiancate, garantivano una buona tenuta di strada e facilitavano l'operazione di accesso (e, all'occorrenza, di fuga) al carro grazie agli ingressi laterali, montati direttamente sul suo scafo. Inoltre le sospensioni risultavano protette dietro la corazzatura delle fiancate. Per l'ingresso e l'uscita dell'equipaggio era anche presente un portellone sul retro della torretta, una botola di emergenza nella parte posteriore del carro, dietro i tubi di scappamento, accessibile tramite il corridoio presente nel compartimento del motore e una botola sul fondo del carro.
Il carro era spinto da un motore Renault 6 cilindri da 250 HP di produzione aeronautica con innesco a magnete; questo riusciva a spingere il mezzo, in condizioni ottimali, fino 28 km/h. L'avviamento era indotto da un motore elettrico oppure da un inusuale sistema ad aria compressa. Il motore, insieme alla trasmissione, era disposto nel compartimento posteriore dello scafo, separato dal compartimento dell'equipaggio da un setto ignifugo. La trasmissione incorporava un differenziale di tipo Naeder; questo sistema era piuttosto complesso e costoso, tuttavia era indispensabile poiché permetteva al carro di ruotare con precisione, consentendo il puntamento dell'obice. Il motore e la trasmissione erano situati nella parte centrale del compartimento posteriore; nella parte sinistra erano posti due serbatoi e il radiatore. Nella parte destra era presente un altro serbatoio e uno stretto corridoio che permetteva all'equipaggio di accedere parzialmente al motore rimanendo all'interno del carro. I serbatoi erano di tipo autosigillante. Delle ventole installate superiormente traevano aria per il raffreddamento all'interno del compartimento e la spingevano attraverso il motore fino al radiatore, dove veniva espulsa attraverso ad una grata ricavata nel lato sinistro del carro.
La torretta era la piccola APX-1, monoposto, già usata sullo Char D2. Ad oggi, questa è ritenuta una delle principali criticità dello Char B1. Il carrista che la occupava, infatti, - solitamente il capocarro - doveva svolgere diverse mansioni importanti contemporaneamente: dirigere il carro, puntare e ricaricare l'arma. Quasi tutti i carri contemporanei delle altre nazioni, quali Germania, Regno Unito, Unione Sovietica, utilizzavano torrette abitabili da 2 o 3 carristi, che potevano così suddividersi i diversi compiti.
Il B1 era dotato di un obice, di un cannone anticarro e di due mitragliatrici. L'arma principale era l'obice 75 mm SA 35 (lunghezza 17,1 calibri, velocità alla volata 260 m/s, elevazione +25º/-15º), montato in casamatta, nella parte anteriore destra del mezzo, all'interno di un apposito mantelletto saldato allo scafo; questo cannone era in grado di mettere fuori gioco qualunque carro tedesco del 1939-40, ma il fatto di essere montato in casamatta, anziché in torretta, ne rendeva impossibile il brandeggio (il 75 mm del B1 era regolabile solo in altezza), limitandone di conseguenza la versatilità e rendendo difficile il suo uso mentre il carro era in movimento. L'obice era dotato di un apparato scacciafumo, costituito da un compressore Luchard che spingeva il fumo fuori dalla canna dopo ogni colpo sparato. Questa caratteristica, standard nei cannoni navali, era inusuale per i carri armati dell'epoca. L'arma secondaria era il cannone anticarro 47 mm SA 34, montato in torretta; questo pezzo non era in grado di esprimere completamente il suo potenziale poiché era operata dal solo capocarro. Per la difesa ravvicinata il carro era dotato di due mitragliatrici 7,5 mm MAC 1931, montate rispettivamente sullo scafo e sulla torretta. Le munizioni erano stivate in rastrelliere ricavate nei lati o sotto il pavimento del compartimento dell'equipaggio; alcune erano anche stivate nel compartimento del motore.

### B1 bis
Il B1 bis era modificato in varie caratteristiche. Il cannone installato in torretta fu sostituito con il 47 mm SA 35 (lunghezza 34 calibri, velocità alla volata 780 m/s, elevazione ±18°), più lungo rispetto al precedente e con velocità alla volata più alta. La corazzatura fu incrementata fino a 60 mm frontali e 55 mm laterali; questi spessori lo rendevano virtualmente immune alle principali armi anticarro tedesche del 1940.
La torretta fu sostituita con la APX-4, molto simile alla APX-1 ma più spessa (sempre monoposto); la medesima torretta era usata anche dal SOMUA S35. Il brandeggio era elettrico, ma per l'aggiustamento della mira era anche disponibile il classico sistema di rotazione manuale. La torretta aveva, a sinistra e destra, delle fessure per la visione esterna, dotate di episcopi. Al di sopra della torretta era installata una cupola, in grado di ruotare di 360°. All'interno di questa si trovavano i principali strumenti d'osservazione del capocarro: un periscopio binoculare e due episcopi.
Il B1 bis raggiungeva la velocità di punta di 28 km/h, grazie ad un nuovo motore da 307 hp, a 6 cilindri, di origine aeronautica, raffreddato ad acqua. Per garantire l'adeguato raffreddamento del nuovo motore, la presa d'aria presente sul lato sinistro del carro fu ingrandita.
Il peso complessivo del mezzo era pari a 32 tonnellate. Il raggio operativo diminuì rispetto al B1, poiché ad un incremento di peso e di potenza del motore, non corrispose un aumento di capacità del serbatoio. L'autonomia era di circa 180 km, non molto differente da altri carri dell'epoca. Tuttavia se carro viaggiava a 20 km/h, era in grado di consumare i 400 litri di carburante stoccati nei suoi serbatoi in sole sei ore. Per rimediare a questo limite, inizialmente i B1 bis furono equipaggiati con serbatoi esterni trainati, da 800 litri. Questa pratica fu rapidamente abbandonata; per garantire il rifornimento dei B1 furono inseriti nell'organico delle unità dei carri supporto Lorraine 37L, specificatamente costruiti per il trasporto di munizioni e carburante.
All'inizio del 1940 la radio fu sostituita, passando dal modello ER53 all'ER51, che permetteva anche la comunicazione parlata, e non solo tramite codice morse. I carri di comando di battaglioni e compagnie erano invece dotati del modello ER55 che permetteva il contatto con le gerarchie superiori di comando.
| Pressione al suolo | 13,9 kg/cm² |
| Pendenza massima   | 40º         |
| Ostacolo verticale | 93 cm       |
| Trincea            | 2,75 m      |
| Guado              | 1,47 m      |

|            | Scafo [mm] | Torretta [mm] |
| ---------- | ---------- | ------------- |
| Anteriore  | 60         | 56            |
| Lati       | 60         | 56            |
| Ventre     | 20         | -             |
| Posteriore | 55         | 56            |
| Superiore  | 25         | 30            |

## Esemplari sopravvissuti

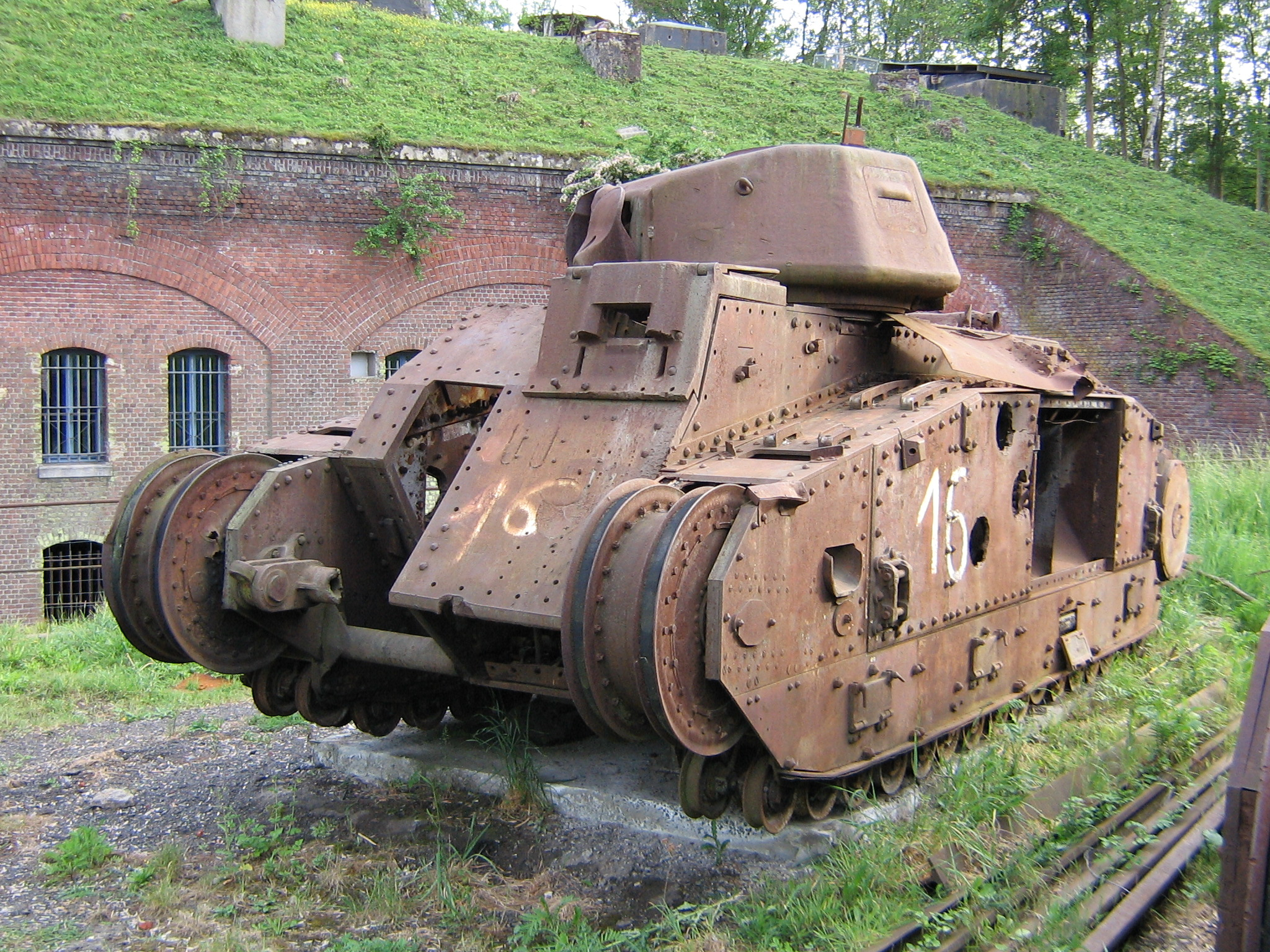
La carcassa dell'unico B1 ancora esistente

Solo undici veicoli sono sopravvissuti fino ad oggi: uno Char B1 e 10 Char B1 bis.
L'ultimo B1 rimanente è in esposizione alla Association pour la Sauvegarde du Patrimoine Historique et Militaire (ASPHM), vicino a Strasburgo, in Francia. Precedentemente era esposto al Fort de Seclin vicino a Lilla. È in pessime condizioni, con molte parti mancanti.
Dieci Char B1 bis possono essere ammirati in vari posti, in Gran Bretagna e in Francia:
- Un veicolo al Bovington Tank Museum, Inghilterra. Questo esemplare fu catturato dai tedeschi e modificato.
- Tre esemplari al Musée des Blindés a Saumur, Francia. Uno di questi è ancora funzionante, un altro è in esposizione permanente nel museo, mentre il terzo, in versione modificata per lo sminamento, è in magazzino.
- Un veicolo è esposto come monumento a Stonne, Francia.
- Tre sono di proprietà della ASPHM. Due sono in pessime condizioni.
- Due sono in esposizione a Mourmelon-le-Grand, Francia. Uno di questi veicoli era precedentemente esposto a Gien.

## Versioni e varianti

### Versioni di produzione
- B1 (1935)

Primo modello di produzione. Prodotto in 35 esemplari.
- B1 bis (1937)

Evoluzione della versione B1. Dotato di torretta APX-4, cannone SA 35, motore da 307 hp, corazzatura da 60 mm. Prodotto in 365 esemplari.

### Versioni sperimentali
- B1 ter

Ulteriore evoluzione della versione B1. Corazzatura aumentata fino a 75 mm; motore da 350 hp. Costruito in 5 prototipi.

### Versioni modificate
- PzKpfw B1 (f) Fahrschulewagen

Versione modificata dall'esercito tedesco. Versione d'addestramento. La torretta fu rimossa insieme all'obice.
- 10,5 cm le FH 18 auf Gw B2 (f)

Versione modificata dall'esercito tedesco. Versione trasformata in semovente d'artiglieria.
- PzKpfw B1 Bis (f) flamm :Versione modificata dall'esercito tedesco. Versione trasformata in veicolo lanciafiamme.
- Semovente B1 Bis (o Semovente da 75/17)

Versione senza torretta testata dal Regio Esercito italiano dal 1940 al 1943.

## Utilizzatori
Francia
- Armée de terre

Operò con 35 B1 e 365 B1 bis
 Germania
- Heer

Operò con 161 esemplari, alcuni dei quali in versioni modificate
 Francia libera
- Forces françaises combattantes

### Veicoli
- ARL 44
- Renault R35
- SOMUA S35
- M3 Lee/Grant
- Mk IV Churchill
- Panzer III

### Varie
- Carro armato
- Battaglia di Francia
- Seconda guerra mondiale